# Megachile paulistana
Megachile paulistana är en biart som beskrevs av Carlos Schrottky 1902. Megachile paulistana ingår i släktet tapetserarbin, och familjen buksamlarbin. Inga underarter finns listade i Catalogue of Life.